# Ascorhynchus orthostomum
Ascorhynchus orthostomum là một loài nhện biển trong họ Ascorhynchidae. Loài này thuộc chi Ascorhynchus. Ascorhynchus orthostomum được miêu tả khoa học năm 1998 bởi Child.